# Észak-Ázsia művészete

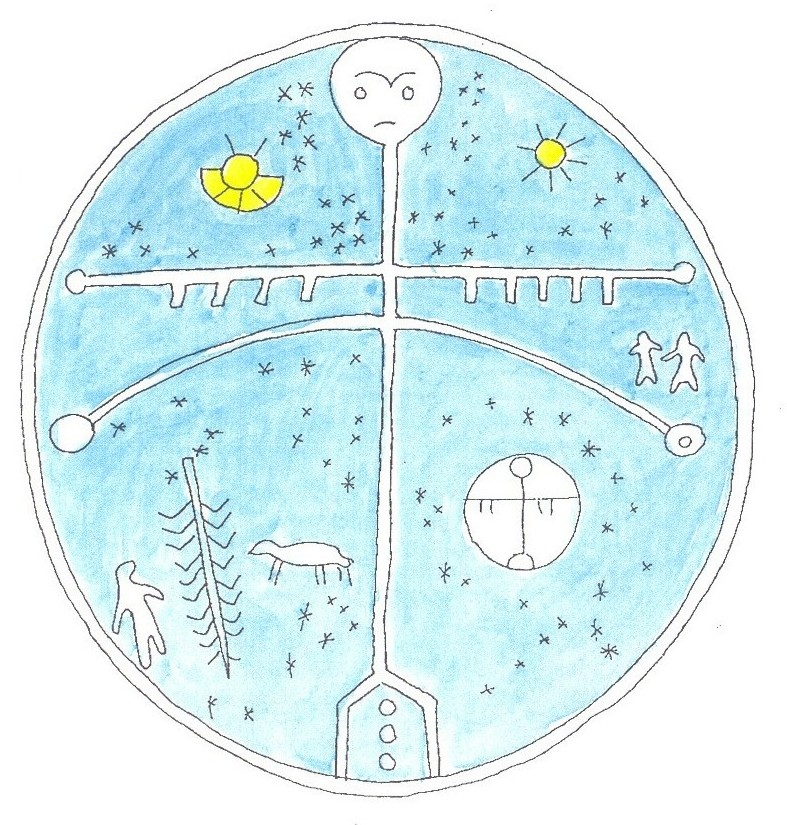
Sámándob rajza a Szibériai művészetek c. füzetből. Rajta a világtengely, a Nap és a Hold és csillagkép-figurák láthatók.

Szibéria népeinek gazdasági tevékenysége többrétű, egy-egy foglalkozási ág előtérbe kerülésétől függően, amit pedig döntően befolyásolják a természeti körülmények. A szibériai népek gazdálkodása és hajdani antimisztikus-samanisztikus világnézete hatással van a díszítőművészetre is. Művészetük az embert körülvevő természet és társadalom megismerésének folyamatát tükrözi.
A munkamegosztás miatt kialakult a női és férfi művészet is. A nők alkalmazták a festéket, fonalat, bőr- és textildarabokat, inakat, gyöngyöt, nyírfakérget és gyapotot. A férfiak csonton, fán és fémen faragtak ki ábrázolásokat. A művészeti alkotások létrehozásában részt vett csaknem az egész felnőtt lakosság. A burjátoknál például az egész rokonság a rajzokat készítette.

## Sík ábrázolásmód
A sík ábrázolást az anyagi kultúra tárgyain és a kultusz tárgyain alkalmazták. Törekvés található a reális tárgyak ábrázolásban, különösen a rajzok, festmények esetében, valamint a stilizált ábrázolásokra, nyírfakéregnél, csontnál, és prémnél. Az utóbbiak esetében a mértani ábrázolásként ható díszítőelemek sokszor az ember, különböző állatok és természeti jelenségek kifejezései. például Északnyugat-Szibéria népei legtöbbször rénszarvast és medvét ábrázolnak, Kelet-Szibériában viszont tigrist. Az egyes népek sámándobjain látható rajzok az illető nép egykori világképét tárják elénk, elképzelést ábrázolnak az égről, a Földről és az alvilágról. A művészeti alkotások vadászok, halászok, állattenyésztők keze alól kerültek ki.
A síkon ábrázoló művészetet csaknem minden szibériai nép ismerte, de az egyeseknél a fejlődés különböző fokát érte el. Némely nép csak ritkán alkalmazta. Bőrre vagy textilre festett színes rajzok elsősorban az Amur menti népeknél találhatók, a fémek vésett ábrázolásai különösen a jakutoknál, és az evenkiknél, a nyírkéreg ábrázolások pedig az obi-ugor népeknél.

## Szobrászat
A plasztikus művészeti alkotások főleg fából, fémből és kőből készített ember- és állatalakok. A fából faragott ember alakú bálványok realisztikus ábrázolásról tanúskodnak, a kifaragott testet sokszor textil vagy prémruhával borítják. A szamojédek bálványai és áldozati tárgyai gyakran kövek voltak, s azzal tették őket ember alakúvá, hogy felöltöztették. Állatalakok is lehettek áldozati tárgyak, legtöbbször fából faragták őket, és az illető táj legfontosabbjait (tigris, medve) ábrázolták. Némely nép szénából és szalmából készítette őket. A fémek közül vasból, bronzból, rézből, ezüstből készült ember- és állatalakokat, valamint dombormű vereteket találunk, melyek vadász- és halászjeleneteket ábrázolnak.
Szibéria népei fejlődésük során sajátos ábrázolóművészetet alakítottak ki. Emlékeik gyakran ősi vonásokat őriznek, melyek sokszor az ősközösségig nyúlnak vissza.

## Az észak-ázsiai népek és művészetük

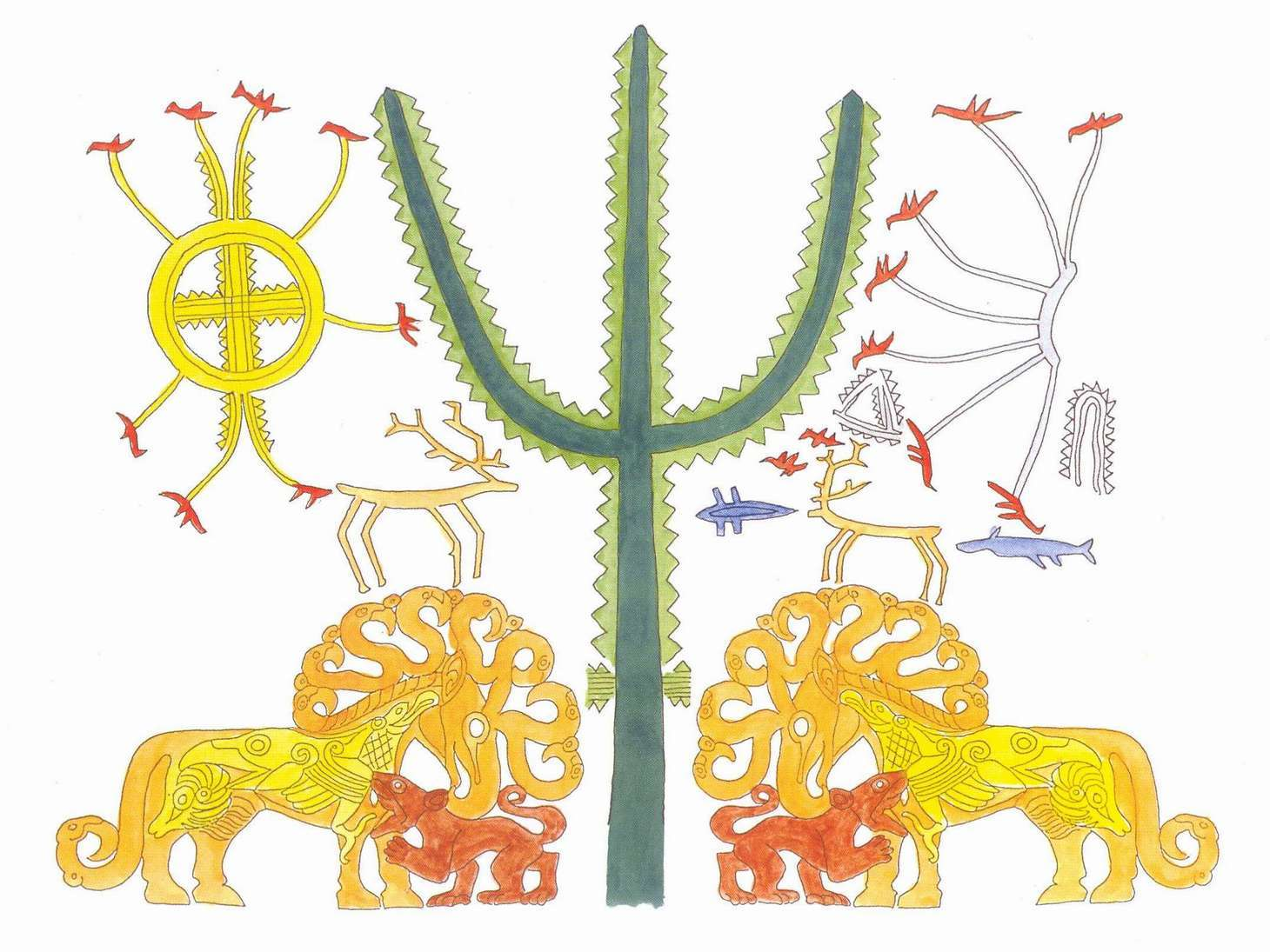
Életfajelenet a szibériai művészetben.

Európából nézve földrajzilag Szibériának nevezik az eurázsiai nagy kontinens északi és északkeleti részét, amely az Ural-hegységtől keletre kezdődik és a Csendes-óceánig terjed. Délen a Turkesztánok (Kelet- és Nyugat-Turkesztán), Mongólia és Kína határolják. Az észak-ázsiai népek művészeti anyagából a Közép-Ázsiához közelebbi tartományok művészeti anyagaiból válogattunk részleteket. E gazdag művészeti kincs összetett, rétegzett, számtalan érdekes kapcsolatot őriz Eurázsia déli részének művészetével. A legfontosabb összekötő kapocs az eurázsiai (és így a magyar) ismeretkinccsel az ősi eurázsiai andronovói, majd szkíta-szibériai (Szergej Rudenko),vagy mai nevén inkább hun-szkíta kultúra[forrás?], melynek kapcsolatai sokrétűek és elterjedtek Eurázsiában.

### Régi népek és kultúrák
Egykor az eurázsiai sztyeppe jelentős területeit népesítette be több korai kultúrát (műveltséget) hordozó és fejlesztő nép. A Kr. e. 3. és 2. évezredében élteket régészeti kultúrák alapján nevezik meg.
A keltemari, afanaszjevói, andronovói, karaszuk műveltségek ilyenek Észak-Ázsiában. A területet kutató orosz régészet egyik összefoglaló fölismerése volt az, hogy a bronzkorban nagy területre kiterjedő tárgyi műveltség szőtte át Észak-Ázsiát. A későbbi népeket már írott forrásokban is megtaláljuk. Különösen a kínai krónikák őriznek sok emléket a Kína északi határáig eljutott népekről. Ezek a Rong és a Di neveken szerepelnek leggyakrabban. A vaskori népekről már a görög források is írnak. Hérodotosz az északi sztyeppén lakó szkíta népek különféle csoportjairól is ír. Később az írott források megint különféle neveken, de egymást átfedő adatolással őriztek meg (Lukácsy, 1870, Kánnai, 2002) adatokat róluk a Krisztus előtti és utáni századokban. Ugyanazok, akiket a görögök (Hérodotosz) szkítáknak neveztek, az örmény forrásokban hunok, kushiták és masszagéták a Kaukázus vidékén (Chorennei Mózes). Ugyanez a népcsoport másutt mada, szabir néven is szerepel, a Kaspi-tenger túlpartján pedig masszagéta vagy szaka (szakaúr) elnevezésű. Közép-Ázsiában heftalita-hun (fehér hun) néven, Kínában hsziung-nu (xiongnu, 匈奴) néven szerepel évszázadokon át.
Ma már egyre több hun-szkíta halomsírt tárnak föl a sztyeppeövben, s ezek a nagy területen elterjedt szibériai és közép-ázsiai hun-szkíta műveltségnek a közös jegyeit fölismerhetővé teszik. A Tuvában, Arzsán közelében lévő Arzsán-1 kurgán föltárásától a szintén Tuvában az Arzsán-2 kurgán föltárásáig sajátos felismeréslánc húzódik. Ez pedig az, hogy míg korábban Európában is a fejlettebbnek vélt görög mesterek által, Kínában is a fejlettebbnek vélt kínai mesterek által készítettnek gondolták a hun-szkíta ötvösremekeket, addig ma már látható az időrendből, hogy az áramlás fordított irányú volt. A tárgyi emlékek a szkíta-hun szibériai művészet önálló alkotásai.

### Bronzkori művészetek
Az andronovói, karaszuki, majd Szkíta-szibériai, vagy hun-szkíta állatalakos díszítőművészet folyamatosan jelen van az eurázsiai műveltségi horizonton. A szejma-turbinói kultúra állatfigurái bronzkéseket díszítenek. Az andronovói kultúra alkotásai is sokfelé föllelhetők a Volga-vidéktől Észak-Kínáig. Ugyanez a régészeti korszak hagyott hátra szarvasos sziklaoszlop-faragásokat is. (Ezekből láthattunk egyet a budapesti Dzsingisz Kán kiállításon is.) Gazdag leletcsoportok kerültek elő a Kr. e. évezredből a Takla-Makán sivatagban is. Ezekben a csodálatos épségben mumifikált testeket is megőrzött, europid népességű temetőkben az egykor az egész eurázsiai sztyeppén elterjedt műveltség képviselőit találták meg a régészek.
Különösen az Altaj-hegységben gazdagon rétegzett a bronzkori, majd a vaskori régészeti anyag. Itt tárta föl előbb Grjaznov, majd Rudenko a nevezetes szkíta halomsírokat, kurgánokat (a legismertebb közülük Pazirik). A föltárások folytatódtak, és ezekben már sok nyugat-európai ország régésze is részt vett. Az interneten gazdag anyag lelhető fel a Berel, Ak-Alaha, Arzsán kurgán ásatásokról. A Kazahsztán, Oroszország, Mongólia és Kína közös határvidékére eső dél-szibériai területekről még sokáig várhatók újabb leletek a hun-szkíta műveltségi örökségről. Ugyancsak gazdag a leletanyag a Bajkál-tó vidékéről, ahol a hunok nagyobb településeit tárták föl. Deresztuj, Ivolga, Dureny hun kori temetőit szentpétervári régészek, köztük Davidova és Minyajev tettek közzé.

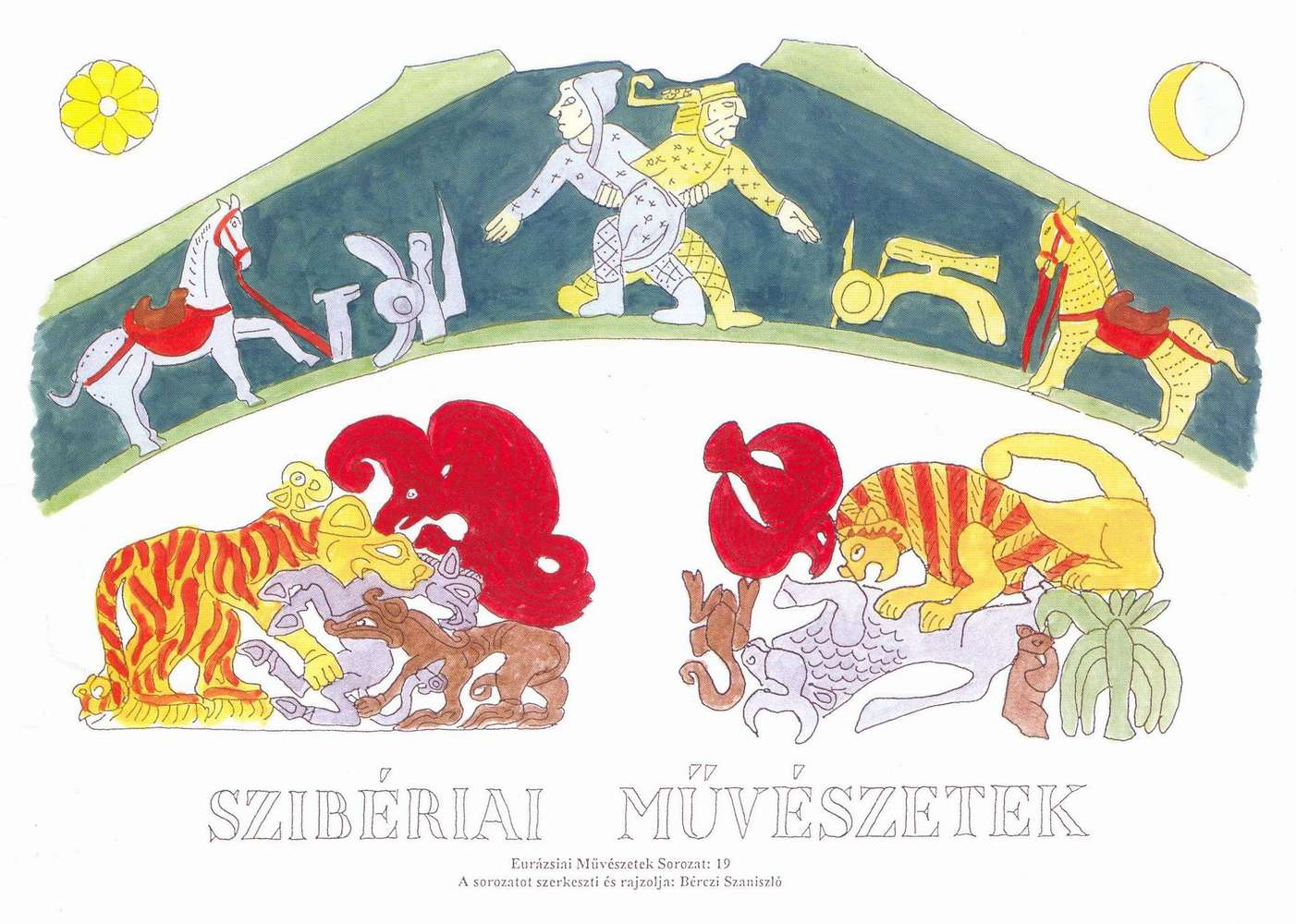
Bérczi Szaniszló: Szibériai művészetek c. füzetének borítóján felül a nevezetes tobolszki tál részlete látható a birkózási jelenettel. Alul a kafadzsi állatküzdelmi jelenet és az egyik dél-szibériai csat díszítőmintája látható.

Már Szergej Rudenko megkezdte azt az elemző munkát, amellyel több Altáj-hegységi díszítőművészeti hagyományt a mezopotámiai művészetekhez kapcsolt. Ezt folytatta Minyajev is, aki több páros hun aranycsat és bronzcsat témáját találta meg egy Kefadzsiban (más lejegyzéseknél Kefajah) talált serlegen. A szibériai művészetek ennek a gazdag kincsnek sok szép részletét őrzik. Mindmáig élő ez a művészet a Bajkál-tónál, az Altáj-hegységben, Dzsungáriában, Dél-Szibériában, Közép-Ázsiában (Például Dashi Namdakov burjátiai művész néhány bronzszobra.)

### Sámánizmus és művészete
A bronzművesség mellett máig élő hagyomány a szibériai világban a sámánizmus, ezért annak művészeti alkotásai távoli múlt tanúi is. Legismertebbek közülük a sámándobok és a sámánkoronák. Ezek világát a Diószegi Vilmos és Hoppál Mihály nevével fémjelzett magyar néprajz gazdagon föltárta. E hatalmas műveltségkincs egyik epizódja az a talán a mezopotámiai fejlett csillagászatig nyúló kapcsolat is, hogy az égbolt jelképes rajza látható sok sámándobon. Ez nemcsak a sámán égi utazására utal, hanem az égbolt megfigyelését és ismeretét is bizonyítja. Ugyancsak megtaláljuk a sámán műveltség világképében a mezopotámiai eredetűnek tartott világfát s vele együtt az állatvilág vizekben élő, szárazföldi és légi lakóit. A sámándobokon megjelenő világfa és égboltrendszerek egy ősi világlátás tanúbizonyságai. Ma is vannak olyan műveltség-elterjedési modellek, melyek szerint a fejlett ókori ismeretek Közép-Ázsiából terjedtek szét szerte Eurázsiában.

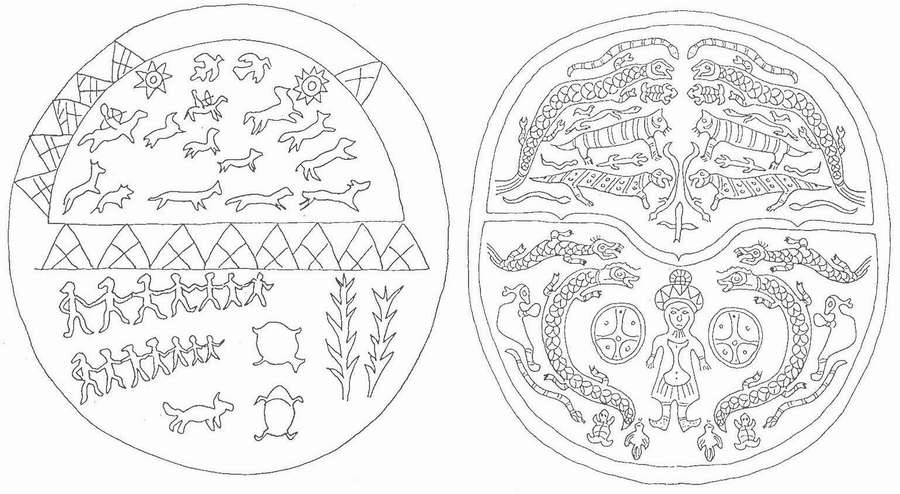
Szibériai sámándobok rajza.

A harmadik tárgyi lelet, amely a szibériai sámánművészetet Eurázsia egyik kiterjedt hagyományközpontjává avatja, a keresztpántos korona. Többen elemezték már a három keresztpántos korona szerkezeti kapcsolatát: Szent István királyét, a Diószegi Vilmos gyűjtötte szibériai sámánkoronáét és egy tokiói múzeumban őrzött koreai koronáét. De a koreai Silla királysági koronák is, Kyongjuból az életfa és a szarvasagancs tetődísz szerepét fejlesztik tovább e koronának. Az Ordoszban, Alucheidengben (Északnyugat- Kínában) kiásott hun fejedelmi sír koronája viszont a madárfigurát fejleszti szinte utolérhetetlen szépségűvé és – mozgathatóvá. Szibéria művészete sok eurázsiai művészeti kapcsolatot tesz érthetővé és gazdagsága ma még szinte kimeríthetetlennek látszik.
De Szibéria azért is fontos műveltségi terület számunkra, mert a magyarhoz közeli rokon nyelveket beszélő népek laknak Nyugat-Szibériában jelenleg is. Legismertebbek közülük a hantik és a manysik (orosz megnevezéssel az osztyákok és a vogulok). E két nép az egykori hun-szkíta népek "tengerének" partvidékén élt. Lehet, hogy ezeknek az eurázsiai ősnépeknek a máig élő töredékei ők, akik e népektől tanulták el az addigra már évezredek műveltségét magába sűrítő nyelvet és a civilizációs vívmányokat is.
A finnugornak csoportosított nyelveket beszélő népek az eurázsiai nagy kontinens északi peremén találhatók. Évezredes kultúrhatások őrződtek meg művészetükben. Amióta ismertté vált a kaukázusi hunok nyelve az örmény nyelvű és ábécéjű írott forrásokból (mintegy 1000 szó és gazdag nyelvtani anyag), azóta már nemcsak ez a művészeti (és a zenekutatók által föltárt zenei, Juhász Zoltán) nyelv tanúsítja az eurázsiai műveltségek elrendeződését a korai évezredekben. A szibériai művészeteknek gazdagon rétegzett tájai arról is tanúskodnak, hogy az eurázsiai népeknek fejlett matematikájú díszítőművészete volt.

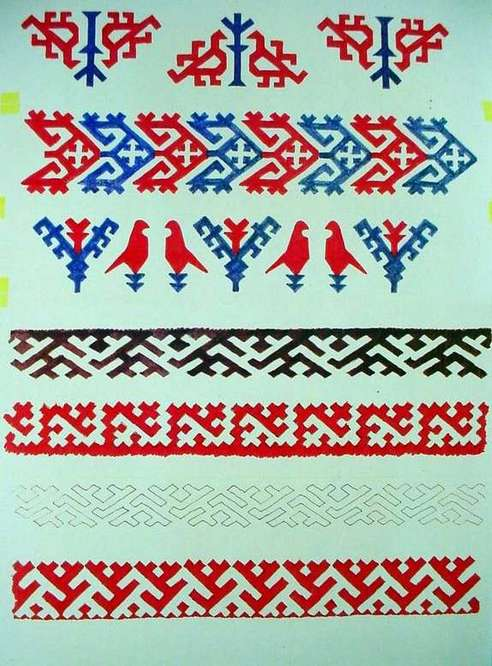
Hanti-Manysi népi díszítőművészeti rajzok a Tobolszki Múzeumban.

### Szibériai művészetek és a matematika
Tobolszkban, a cári Oroszország Szibériai Kormányzóságának a székvárosában gazdag múzeum található. E múzeumában sok szép régiséget és népművészeti alkotást láthatunk. Ezekről a tájakról gyűjtötte össze egykor, Nagy Péter cár parancsára, Gagarin herceg kormányzó a híres aranylemezeket, melyek tükörszimmetrikus övcsatpárjai az Ordoszban föllelhető hun bronzművészet párjai. De a Tobolszki Múzeum egyik népművészeti tárgycsoportja különösen megragadó. A hanti-manysi népművészet egyik ága olyan egyenes menti (szalagra helyezett) mozaikokat tartalmaz, amiket két színnel színeztek ki. Matematikájuk különleges. Olyan jellegű ez a szerkezet, mint amit Európában M. C. Escher holland grafikus gyíkmozaikjairól oly sokan ismerhetnek. A hanti-manysi frízeket ruhák, szőnyegek peremére teszik futó sormintaként. Hasonló jellegű díszítés a kirgizeknél is megtalálható. Szövési minta leegyszerűsítése is lehet. A szövésre emlékeztető hanti-manysi frízeken északi és déli állatok is sorakoznak, szarvas, oroszlán. A hanti-manysi művészet más déli kapcsolatai közül kiemelhetjük még azt az életfajelenetet is, ahol két madár fogja közre az életfát. Hímzés és rátétes formában is szerepel. Hazai párjait a nyugat-magyarországi megyékben találjuk meg, halotti leplek hímzéseként.